# 严俊波
严俊波（1958年1月—），四川南充人，汉族，中华人民共和国商人，四川濠吉集团董事长。
严俊波是豪吉鸡精品牌的创始人。2001年，严俊波将豪吉集团持有的豪吉食品部分股权转让给雀巢公司，严俊波通过豪吉集团继续持有豪吉食品少数股权。后来豪吉集团改名为濠吉集团。2011年，严俊波宣布进军方便面产业，推出非油炸杂粮方便面玖玖爱六粮面。除食品业之外，严俊波的濠吉集团还经营地产、教育、餐饮等行业。
严俊波是中国共产党党员，曾担任第十一届全国人民代表大会四川地区代表。